# Caro (canción)
«Caro» es una canción del cantante puertorriqueño Bad Bunny. La canción se estrenó por Rimas Entertainment el 23 de enero de 2019, como el tercer sencillo de su primer álbum de estudio X 100pre (2018).

## Antecedentes y composición
La canción fue lanzada a través de Rimas Entertainment el 23 de enero de 2019. Fue escrita por Benito Martínez, bajo la producción de Tainy y La Paciencia, la pista aborda el amor propio frente a las opiniones de los lujos que el artista se permite.

## Vídeo musical
El video de «Caro» se lanzó el 23 de enero de 2019 en el canal de YouTube de Bad Bunny. Fue filmado por Fernando Lugo, y cuenta con alrededor de 200 millones de visitas en YouTube. El clip comienza con Bad Bunny obteniendo una manicura rápida, y después de un primer plano de sus uñas, el cantante es reemplazado por una chica que se parece a él, incluso con el mismo corte de pelo. Durante el video, ella actúa como Bad Bunny.

## Posicionamiento en listas
| Listas (2018-2019)               | Mejor posición |
| -------------------------------- | -------------- |
| Argentina (Argentina Hot 100)    | 64             |
| Estados Unidos (Hot Latin Songs) | 14             |